# Eta Orionis
Eta Orionis è una stella azzurra visibile nella costellazione di Orione, di magnitudine +3,38. È nota con vari nomi, come Algjebbah, Saif al Jabbar ed Ensis, quest'ultimo nome latino che sta ad indicare "spada".
La sua distanza è stimata sui 1100 anni luce dalla Terra e fa parte del Braccio di Orione; si trova non distante dalla linea che congiunge Mintaka a Rigel, più vicina alla prima che alla seconda.

## Osservazione
Si tratta di una stella situata nell'emisfero celeste australe, ma molto in prossimità dell'equatore celeste; ciò comporta che possa essere osservata da tutte le regioni abitate della Terra senza alcuna difficoltà e che sia invisibile soltanto molto oltre il circolo polare artico. Nell'emisfero sud invece appare circumpolare solo nelle aree più interne del continente antartico. Essendo di magnitudine 3,38 la si può osservare anche dai piccoli centri urbani senza difficoltà, sebbene un cielo non eccessivamente inquinato sia maggiormente indicato per la sua individuazione.
Il periodo migliore per la sua osservazione nel cielo serale ricade nei mesi compresi fra fine ottobre e aprile; da entrambi gli emisferi il periodo di visibilità rimane indicativamente lo stesso, grazie alla posizione della stella non lontana dall'equatore celeste.

## Caratteristiche fisiche
Si tratta di un sistema multiplo formato da 5 stelle, dominato da una binaria ad eclisse, formata a sua volta da due stelle azzurre di classe B, denominate Eta Orionis Aa e Ab. Le componenti della coppia principale ruotano una attorno all'altra in un periodo di 7,9 giorni e distano appena 0,09 UA tra loro. Ulteriori studi mostrano la presenza di una terza stella molto vicina a queste, Eta Orionis B, anch'essa di classe B, a circa 12 UA e che impiega 9,5 anni per compiere una rivoluzione attorno alla coppia principale. La componente Ab pare anche essere una variabile Beta Cephei con periodo di 0,3 giorni, la variazione delle pulsazioni di questa componente incide di 0,05 magnitudini sulla luminosità del sistema, mentre per a causa dell'eclissi la stella varia dalla magnitudine 3,31 alla 3,6.
Ad 1,5 secondi d'arco e risolvibile ai telescopi, si trova un'altra stella di classe B di magnitudine 4,91 che fa parte del sistema. La sua distanza reale dal sistema triplo descritto precedentemente è di circa 470 UA e il periodo orbitale di almeno 2000 anni. Una quinta componente più distaccata, a circa 2 minuti d'arco e di magnitudine 9,4 pare far parte anch'essa del sistema di Eta Orionis, e si tratta di una stella bianca di sequenza principale di classe A8.